# Fräkentjärnarna (Sorsele socken, Lappland, 723411-160556)
Fräkentjärnarna är en sjö i Sorsele kommun i Lappland och ingår i Umeälvens huvudavrinningsområde.